# Polystichtis lucetia
Polystichtis lucetia är en fjärilsart som beskrevs av Jacob Hübner 1821. Polystichtis lucetia ingår i släktet Polystichtis och familjen Riodinidae. Inga underarter finns listade i Catalogue of Life.